# Constantin Brâncoveanu
Constantin Brâncoveanu was heerser van Walachije tussen 1688 en 1714. Deze periode geldt als een periode van grote culturele bloei.
Brâncoveanu slaagde er als bestuurder van Walachije in om gewapende conflicten te vermijden door diplomatiek werk te leveren tussen het Habsburgse- en Ottomaanse rijk. Daardoor verwierf Walachije een grote mate van autonomie en stabiliteit. Hierdoor kon het land tot grote bloei komen. Niet alleen besteedde hij, zoals in de tijd gebruikelijk, aandacht aan de leden van de heersende klasse maar ook de positie van de gewone man had zijn bijzondere belangstelling. 
De regeerperiode van Brâncoveanu wordt wel de "culturele monarchie" genoemd. Hij verzamelde kunstenaars en intellectuelen om zich heen en stichtte scholen en culturele instellingen. Ook op religieus gebied was de vorst een zeer actief mens. Hij steunde de orthodoxe gemeenschappen in Transsylvanië en stichtte kerken en kloosters. Onder zijn verantwoordelijkheid werd onder andere het Arnotaklooster in Costești gerenoveerd (1705-1706). Het beroemde Klooster van Horezu (Capataneigebergte) dat in de middeleeuwen is gesticht, werd door Brâncoveanu, zijn vrouw en een zoon in de periode tussen 1690-1697 grondig gerenoveerd en uitgebreid. Het Horezuklooster geldt als een schoolvoorbeeld van wat weleens de "Brâncoveanu stijl" wordt genoemd. Ook een groot aantal andere kloosters en kerken werden onder zijn leiding gebouwd of gerenoveerd.
Aan de regeerperiode van Brâncoveanu kwam op gewelddadige wijze een eind toen hij gevangengenomen werd door de Turken en samen met zijn vier zonen op 15 augustus 1714 in Istanboel werd onthoofd. De Synode van de Roemeens-orthodoxe Kerk verklaarde hen na hun dood heilig, 16 augustus geldt sinds die tijd als de dag van de martelaren. Op 7 maart 2018, bij besluit van de Heilige synode van de  Russisch-Orthodoxe Kerk werden hij en zijn familie toegevoegd aan de kalender van de Russisch-Orthodoxe Kerk.[1] 